# Sybrinus albosignatus
Sybrinus albosignatus là một loài bọ cánh cứng trong họ Cerambycidae.